# Trust (chanson de Megadeth)
Pour les articles homonymes, voir Trust.
Singles de Megadeth
À tout le monde
(1994) Crush 'Em
(1999)
Trust est une chanson du groupe Megadeth, figurant dans l'album Cryptic Writings en étant la première piste. Les paroles ont été écrites par Dave Mustaine et la musique composée par Mustaine et Marty Friedman.
Elle parle de relations basées sur les mensonges. Il existe la version en anglais et en espagnol. La version espagnole est la même que celle en anglais, mais le refrain est en espagnol. La majorité des fans de cette chanson préfèrent la version anglaise[réf. nécessaire].
La chanson commence avec une longue intro de batterie et de synthétiseur, mélangé avec la basse et un peu de guitare. Il y a une interlude avec de la guitare acoustique juste avant le début du solo de guitare. Le solo est plutôt spécial : il commence plutôt grave et monte de plus en plus aigu jusqu'au dernier refrain qui est mélangé avec un petit solo par-dessus.

## Composition du groupe
- Dave Mustaine - chants, guitare
- Marty Friedman - guitare
- David Ellefson - basse
- Nick Menza - batterie

## Liste des titres
| No | Titre                                   | Paroles                       | Musique                       | Durée |
| -- | --------------------------------------- | ----------------------------- | ----------------------------- | ----- |
| 1. | Trust                                   | Dave Mustaine                 | Dave Mustaine, Marty Friedman | 5:13  |
| 2. | A Secret Place                          | Dave Mustaine                 | Dave Mustaine                 | 5:31  |
| 3. | Tornado of Souls (Live 25 février 1995) | Dave Mustaine, David Ellefson | Dave Mustaine                 | 5:55  |
| 4. | À tout le monde (Live 25 février 1995)  | Dave Mustaine                 | Dave Mustaine                 | 44:52 |